# Мирное сельское поселение (Волгоградская область)
Ми́рное се́льское посе́ление — муниципальное образование в составе Новониколаевского района Волгоградской области.
Административный центр — посёлок Мирный.

## История
Мирное сельское поселение образовано 22 декабря 2004 года в соответствии с Законом Волгоградской области № 975-ОД.

## Население
| 2010 | 2012  | 2013  | 2014  | 2015 | 2016 | 2017 |
| ---- | ----- | ----- | ----- | ---- | ---- | ---- |
| 1096 | ↘1069 | ↘1032 | ↘1004 | ↘988 | ↘976 | ↘925 |
| 2018 | 2019  | 2020  | 2021  |      |      |      |
| ↘886 | ↘869  | ↘860  | ↘850  |      |      |      |

## Состав сельского поселения
| № | Населённый пункт   | Тип населённого пункта          | Население |
| - | ------------------ | ------------------------------- | --------- |
| 1 | Верхнезубриловский | хутор                           | 13        |
| 2 | Крыловский         | хутор                           | 0         |
| 3 | Купава             | село                            | 182       |
| 4 | Мирный             | посёлок, административный центр | 673       |
| 5 | Мироновский        | хутор                           | 32        |
| 6 | Морозовский        | хутор                           | 0         |
| 7 | Нижнезубриловский  | хутор                           | 130       |
| 8 | Сапожок            | хутор                           | 66        |